# Laajajärvi
Laajajärvi är en sjö i Finland. Den ligger i kommunen Suomussalmi i landskapet Kajanaland, i den centrala delen av landet, 500 km norr om huvudstaden Helsingfors. Laajajärvi ligger 220,1 meter över havet. Den är 5,4 meter djup. Arean är 1,83 kvadratkilometer och strandlinjen är 11,27 kilometer lång. Sjön  ingår i Uleälvens huvudavrinningsområde. 